# Samson Kimobwa
Samson Kimobwa (15 de septiembre de 1955 - 16 de enero de 2013) fue un atleta keniano conocido por ser el primer atleta africano en batir el récord mundial de 10 000 metros.

## Carrera
Nacido en el Gran Valle del Rift (Kenia), fue uno de los primeros atletas de su país en ser reclutados por universidades estadounidenses para estudiar y competir en la liga universitaria, algo que, a la postre, supondría el inicio del actual dominio africano en las pruebas de fondo del atletismo. Desde el inicio de los años 70, la Universidad Estatal de Washington (Washington State University, WSU) tenía en marcha un programa para la caza de jóvenes talentos por todo el mundo de la mano del entonces entrenador de atletismo de los Pumas (Cougars), John Chaplin. Kimobwa se unió a esta universidad en 1975 y permaneció en ella hasta su graduación en 1980, formando parte de lo que se dio en llamar "The Kenya Connection".
Durante su primer año de competición (1976) obtiene la tercera plaza en la final de los 5000 m del campeonato universitario (NCAA) en Philadelphia, solo superado por sus compañeros de equipo, los también keniatas Josh Kimeto y John Ngeno. En la prueba de los 10 km no consigue terminar.
1977 sería su gran año. Durante la temporada de invierno consigue buenos resultados en pruebas de cross, y en el mes de mayo gana las pruebas de los 5 km y los 10 km en los Campeonatos de la Conferencia del Pacífico (Pacific Championships) disputados en Westwood (Los Angeles), por delante de sus compatriotas Josh Kimeto y Henry Rono, respectivamente. Al mes siguiente, en las finales de la NCAA celebradas en Champaign, conquista el título de campeón en la prueba de los 10 km (3 de junio) y queda segundo en la de los 5 km (4 de junio), superado por Kimeto.
Su progresión es evidente y, por ello, es invitado a participar en los World Games, la reunión que el último día de junio se celebraba en Helsinki, una de las capitales mundiales del atletismo. Kimobwa participa en la prueba de los 10 km, en la que acredita una mejor marca ese año de 28:10,27 obtenida en la final universitaria. Apenas una semana antes (21 de junio) ha ganado una carrera de 10000 m, ya en Finlandia, con un crono de 28:50.4, por lo que nadie esperaba una gran marca en la prueba de Helsinki. Pero una vez iniciada la carrera, Kimobwa se desata a partir del séptimo kilómetro y logra un tiempo de 27:30.47, aventajando en más de 11 segundos a su compatriota Musyoki y batiendo por apenas tres décimas el récord mundial que el británico Dave Bedford había logrado en los campeonatos de su país de 1973.
Su humildad ante esta inesperada gesta quedó reflejada unos minutos después, cuando los periodistas acreditados a pie de pista le solicitan una improvisada rueda de prensa. Ante la pregunta de qué siente tras haber superado la plusmarca mundial y tras hacerle comprender que eso significa que es el mejor del mundo en esa distancia, Kimobwa responde tranquilamente que eso no es cierto, ya que en su pueblo hay un chico que siempre le ganaba.
Kimobwa trabajó posteriormente en la formación de atletas jóvenes, principalmente atletas especializados en 3.000 m obstáculos. De los atletas a los que entrenaba destacan Moses Kiptanui, tres veces campeón mundial; Brimin Kipruto, campeón olímpico en Pekín 2008, y el actual plusmarquista mundial Saif Saaeed Shaheen. 
Kimobwa, trabajó además de profesor de matemáticas y de física en Kapenguria tras abandonar el atletismo.